# Хёугланн, Кнут
Кнут Ма́гне Хёугланн (норв. Knut Magne Haugland; 23 сентября 1917 — 25 декабря 2009) — норвежский путешественник, радиоинженер, директор Музеев Кон-Тики и Норвежского движения сопротивления, один из членов экспедиции Тура Хейердала, участник норвежского движения Сопротивления во время Второй мировой войны.

## Биография
Родился 23 сентября 1917 года в Рьюкане (губерния Телемарк) на юге Норвегии.
В годы Второй мировой войны был участником норвежского движения Сопротивления, партизаном. Дважды был арестован гестапо. После ареста в 1941 году ему удалось бежать через Швецию в Англию. 18 октября 1942 года был вместе с участниками норвежского Сопротивления заброшен на парашютах на горное плато Хардангервидда (на местную фабрику по производству дейтерия Norsk Hydro Rjukan plant, или Веморк, около Рьюкана) для предотвращения поставок тяжёлой воды в Германию, где шли работы по созданию атомной бомбы. Эта операция «Незнакомец» известна как первая попытка проведения атаки на Веморк. Она закончилась неудачно, многие участники погибли или были схвачены нацистами. После второго парашютирования (операция «Ганнерсайд») вместе со знаменитым норвежским героем Гуннаром Сёнстебю в Скримфьелла он был снова арестован гестапо в районе Конгсберг, но бежал. Однако в целом эта вторая попытка завершилась успешно, и часть завода по производству тяжёлой воды была взорвана. В третий раз ему удалось избежать поимки, после того как его радиопередатчик, спрятанный в городском роддоме Осло, был запеленгован нацистами.
После войны служил в военной авиации и в военной электронной разведке. Был дважды награждён высшей военной наградой Норвегии — Военным крестом с мечом (1943 и 1944). Также был удостоен британских наград: орден «За выдающиеся заслуги» и «Воинская медаль»), французских наград (Военный крест и орден Почётного легиона), норвежского ордена Святого Олафа.
Хёугланн впервые встретился с Туром Хейердалом в 1944 году в полувоенном тренировочном лагере в Англии. В 1947 году принял участие в экспедиции Тура Хейердала на «Кон-Тики» в качестве специалиста по радио. В 1950 году сыграл самого себя в фильме Кон-Тики. Документальный фильм об экспедиции, снятый Хейердалом во время плавания, получил в 1951 году премию «Оскар».
В 1952—1963 годах служил в ВВС Норвегии, возглавлял службу радиоэлектронной разведки в северной Норвегии, игравшей важную роль в годы холодной войны. Получил звание майора в 1954 году и подполковника в 1977-м.
После основания в 1947 году музея «Кон-Тики» был его директором вплоть до 1990 года. Кроме того, в 1963—1983 годах руководил Музеем движения Сопротивления в Норвегии.
В 1951 году женился на библиотекаре Ингеборге Престхольдт (Ingeborg Prestholdt).
Кнут Хёугланн оставался последним живым членом экспедиции на «Кон-Тики». Умер 25 декабря 2009 года на 93-м году жизни.

## Кон-Тики
Хёугланн впервые встретился с Туром Хейердалом в 1944 году в военизированном тренировочном лагере в Англии. Именно здесь Хёугланн впервые услышал о теориях Хейердала о схемах миграции полинезийцев и о его планах пересечь Тихий океан на плоту из бальсового дерева. В 1947 году Хейердал пригласил Хёугланн присоединиться к экспедиции Кон-Тики в качестве радиста. Во время экспедиции Хёугланн и Турстейн Робю (ещё один бывший участник сопротивления) поддерживали частую радиосвязь с американскими операторами-любителями, отправляя метеорологические и гидрографические данные для передачи в Метеорологический институт в Вашингтоне, округ Колумбия. Несмотря на крошечное радио, мощность которого составляла всего 6 ватт, примерно столько же, сколько у небольшого фонарика на батарейках, им удалось связаться с радистами в Норвегии, и они даже отправили телеграмму, чтобы поздравить короля Хокона VII с его 75-летием. Хёугланн сыграл самого себя в документальном фильме 1950 года «Кон-Тики».